# Sarah Churchwell
Sarah Churchwell (* 1970) je americká profesorka americké literatury a veřejného mínění o humanistice na Londýnské univerzitě. Zaobírá se fikcí 20. a 21. století. Byla porotkyní Man Bookerovy ceny, Women's Prize for Fiction a Ceny Davida Cohena. Je ředitelkou festivalu Being Human.

## Životopis
Churchwell vyrostla v obci Winnetka nedaleko Chicaga. Získala bakalářský titul z anglické literatury na Vassar College a magisterský a doktorský titul z anglické a americké literatury na Princetonské univerzitě.

### Kariéra
Churchwell přednášela na University of East Anglia v letech 1999–2016. V roce 2016 se stala profesorkou americké literatury a veřejného mínění o humanistice a ředitelkou festivalu Being Human na Londýnské univerzitě. Psala pro The Times, The New York Times, The Spectator, New Statesman, The Guardian nebo The Observer. Mezi její knihy patří The Many Lives of Marilyn Monroe (2004) nebo Careless People: Murder, Mayhem and the Invention of The Great Gatsby (2013) o Francisu Scottovi Fitzgeraldovi.
V roce 2014 byla porotkyní Man Bookerovy ceny.

## Dílo
- The Many Lives of Marilyn Monroe. Picador, 2005. ISBN 0312425651.
- What Americans Like. Henry Holt, 2010. ISBN 080508164X.
- Careless People: Murder, Mayhem and the Invention of The Great Gatsby. Little, Brown Book Group Ltd, 2013. ISBN 1844087670.
- Behold America: A history of America First and the American Dream. Bloomsbury, 2018. ISBN  9781408894804.